# Décès en juillet 2009

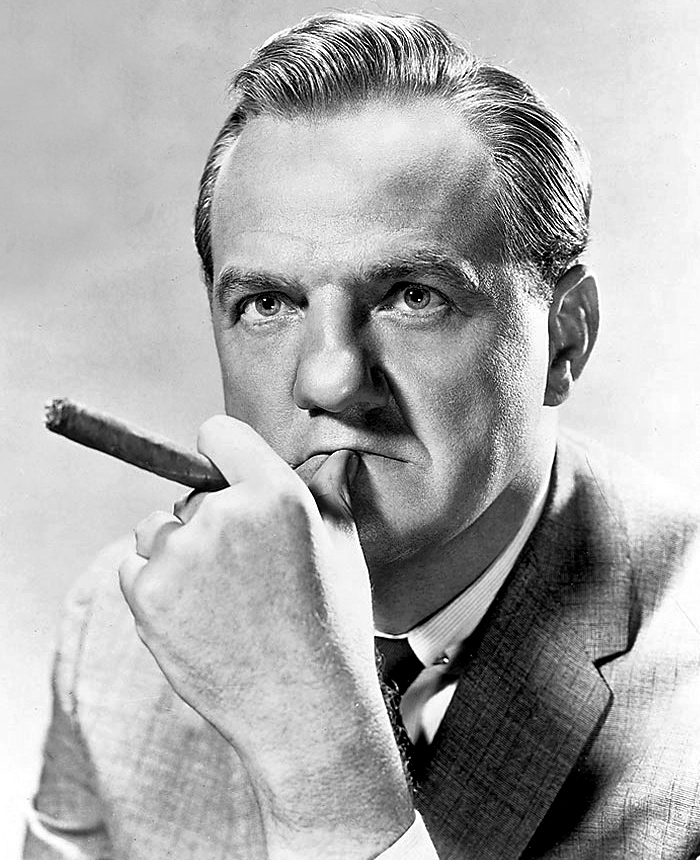
Karl Malden, décédé à 97 ans le 1er juillet 2009.

Décès
- 2005
- 2006
- 2007
- 2008
- 2009
- 2010
- 2011
- 2012
- 2013

Pour une information complémentaire, voir la page d'aide.

## Juillet 2009
| Date        | Nom                         | Activités | Âge | Source |
| ----------- | --------------------------- | --- | --- | ------ |
| 1er juillet | Alexis Arguello             | Homme politique et ancien boxeur nicaraguayen. | 57  |        |
| 1er juillet | Karl Malden                 | Acteur américain. | 97  |        |
| 1er juillet | David Pears                 | Philosophe britannique (travaux sur Ludwig Wittgenstein). | 87  |        |
| 1er juillet | Jean Yoyotte                | Égyptologue français. | 81  |        |
| 1er juillet | Lioudmila Zykina            | Chanteuse populaire russe. | 80  |        |
| 2 juillet   | Aurore Morin Cormier        | Grande Bénévole Canadienne. | 85  |        |
| 2 juillet   | Martin Hengel               | Théologien allemand. | 82  |        |
| 2 juillet   | Tyeb Mehta                  | Peintre indien. | 83  |        |
| 3 juillet   | Jorge Enrique Adoum         | Écrivain équatorien. | 83  |        |
| 3 juillet   | John A. Keel                | Écrivain et ufologue américain. | 79  |        |
| 3 juillet   | Martin Vaughn-James         | Dessinateur de bande dessinée britannique. | 66  |        |
| 4 juillet   | Jean Cardonnel              | Homme d'Église et homme politique français, membre de l'ordre des dominicains.                                                                                        | 88  |        |
| 4 juillet   | Brenda Joyce                | Actrice américaine. | 94  |        |
| 4 juillet   | Allen Klein                 | Homme d'affaires américain et dirigeant de label discographique. | 77  |        |
| 4 juillet   | Robert Louis-Dreyfus        | Homme d'affaires suisse d'origine française. Actionnaire principal de l'Olympique de Marseille depuis 1996.                                                           | 63  |        |
| 4 juillet   | Jean-Baptiste Tati Loutard  | Poète et Homme politique congolais. | 70  |        |
| 4 juillet   | Steve McNair                | Joueur américain de football américain. | 36  |        |
| 4 juillet   | Leo Mol                     | Sculpteur canadien d'origine ukrainienne. | 94  |        |
| 4 juillet   | Stanislas Staho             | Footballeur français. | 87  |        |
| 5 juillet   | Lou Creekmur                | Joueur de football américain | 82  |        |
| 5 juillet   | Takeo Doi                   | Psychiatre et psychanalyste japonais. | 89  |        |
| 5 juillet   | Gérard Moroze               | Ancien joueur de basket-ball français. | 65  |        |
| 5 juillet   | Roland Patrzynski           | Homme politique français, secrétaire départemental UMP du Val-de-Marne.                                                                                               | 63  |        |
| 6 juillet   | Vassili Axionov             | Écrivain russo-américain. | 76  |        |
| 6 juillet   | Oscar G. Mayer Jr.          | Homme d'affaires américain. Il était à la tête de la firme Oscar Mayer.                                                                                               | 95  |        |
| 6 juillet   | Robert McNamara             | Secrétaire américain à la défense de 1961 à 1968, puis président de la Banque mondiale de 1968 à 1981.                                                                | 93  |        |
| 6 juillet   | Bleddyn Williams            | Joueur de rugby à XV gallois. | 86  |        |
| 7 juillet   | Mihai Baicu                 | Footballeur roumain. | 33  |        |
| 7 juillet   | Mathieu Montcourt           | Tennisman français. | 24  |        |
| 8 juillet   | Oddo Biasini                | Homme politique italien | 92  | (it)   |
| 9 juillet   | Klaus Paier                 | Artiste du graffiti allemand | 63  |        |
| 10 juillet  | Zena Marshall               | Actrice britannique | 83  |        |
| 11 juillet  | Reggie Fleming              | Joueur de hockey sur glace canadien. | 73  |        |
| 11 juillet  | Arturo Gatti                | Boxeur canadien d'origine italienne. | 37  |        |
| 11 juillet  | Žan Marolt                  | Acteur yougoslave puis bosnien. | 44  |        |
| 12 juillet  | François Leccia             | Acteur français | 60  |        |
| 12 juillet  | Robert Barcia               | Cofondateur de Lutte ouvrière. | 80  |        |
| 12 juillet  | S.G. Sender                 | Pâtissier belge et né en Belgique. | 78  |        |
| 12 juillet  | Nikola Stanchev             | Lutteur bulgare. Médaillé d'or aux Jeux olympiques d'été de 1956. | 68  |        |
| 13 juillet  | André Benedetto             | Auteur et directeur de théâtre français. | 75  |        |
| 14 juillet  | Maurice Fontaine            | Biologiste français. | 104 |        |
| 14 juillet  | Gérard Ceccaldi dit Laplau  | peintre naïf. | 70  |        |
| 14 juillet  | Zbigniew Zapasiewicz        | Acteur de théâtre polonais. | 75  |        |
| 15 juillet  | Levon Davidian              | Homme politique, psychiatre et professeur d'université iranien d'origine arménienne.                                                                                  | 65  |        |
| 15 juillet  | Natalia Estemirova          | Journaliste russe et défenseur des droits de l'homme. | 51  |        |
| 15 juillet  | Julius Shulman              | Photographe américain. | 98  |        |
| 16 juillet  | Serge Barrientos            | Footballeur français | 60  |        |
| 16 juillet  | Maurice Grimaud             | Préfet de Police lors des événements de Mai 68. | 95  |        |
| 17 juillet  | Walter Cronkite             | Journaliste américain | 92  |        |
| 17 juillet  | Pierre Fugain               | Résistant français. Père de Michel Fugain. | 89  |        |
| 17 juillet  | Oscar Gauthier              | Peintre français. | 87  |        |
| 17 juillet  | Leszek Kołakowski           | Philosophe, historien et essayiste polonais. | 81  |        |
| 17 juillet  | Jean Margéot                | Cardinal mauricien, archevêque émérite de Port-Louis. | 93  |        |
| 17 juillet  | Marcel Poblome              | Footballeur français. | 88  |        |
| 17 juillet  | Gordon Waller               | Chanteur britannique. Chanteur du groupe Peter and Gordon. | 64  |        |
| 18 juillet  | Henry Allingham             | Homme le plus vieux du monde. Un des derniers vétérans de la Première Guerre mondiale.                                                                                | 113 |        |
| 18 juillet  | Yasmine Belmadi             | Acteur français. | 33  |        |
| 18 juillet  | Ricardo Londoño             | Pilote automobile colombien. | 59  |        |
| 18 juillet  | Georges Valbon              | Homme politique français. | 85  |        |
| 19 juillet  | Karen Harup                 | Nageuse danoise. Médaillée d'or aux Jeux olympiques d'été de 1948 sur 100 m dos.                                                                                      | 84  |        |
| 19 juillet  | Roger Landry                | Grand homme canadien. | 80  |        |
| 19 juillet  | Frank McCourt               | Écrivain américano-irlandais. | 78  |        |
| 19 juillet  | Miss Pooja                  | Chanteuse indienne. | 29  |        |
| 19 juillet  | Henry Surtees               | Pilote automobile britannique. Fils de John Surtees. | 18  |        |
| 21 juillet  | Jean Deflassieux            | Homme d'affaires et Homme politique français. Il est le directeur du Crédit lyonnais de 1982 à 1986 et membre du comité directeur du Parti Socialiste de 1971 à 1979. | 84  |        |
| 21 juillet  | Nelson Demarco              | Joueur de basket-ball uruguayen. Médaillé de bronze aux Jeux olympiques d'été de 1952 et 1956.                                                                        | 84  |        |
| 22 juillet  | José Balbuena               | Footballeur international chilien. | 91  |        |
| 22 juillet  | André Falcon                | Comédien français. | 84  |        |
| 22 juillet  | Mark Leduc                  | Boxeur canadien. Médaillé d'argent aux Jeux olympiques d'été de 1992 chez les "super légers".                                                                         | 47  |        |
| 22 juillet  | Herbert Morris              | Rameur américain. Médaillé d'or aux Jeux olympiques d'été de 1936 en "huit en pointe avec barreur".                                                                   | 94  |        |
| 22 juillet  | Marco Nazareth              | Boxeur mexicain. | 23  |        |
| 22 juillet  | Max Alauzun                 | Footballeur français. | 71  |        |
| 24 juillet  | José Carlos da Costa Araújo | Footballeur brésilien. Gardien du Flamengo et de l'Équipe du Brésil.                                                                                                  | 47  | (pt)   |
| 24 juillet  | Francisque Collomb          | Homme politique français. Ancien maire UDF de Lyon. | 98  |        |
| 24 juillet  | Omar Dhani                  | Homme politique indonésien. | 85  |        |
| 25 juillet  | Yasmin Ahmad                | Réalisatrice, productrice, scénariste et actrice malaisienne. | 51  |        |
| 25 juillet  | Vernon Forrest              | Boxeur américain. | 38  |        |
| 25 juillet  | Francisco Hidalgo           | Photographe français d'origine espagnole. | 80  |        |
| 25 juillet  | Harry Patch                 | Doyen des derniers vétérans de la Première Guerre mondiale. | 111 |        |
| 26 juillet  | Alexis Cohen                | Célébrité américaine. Elle avait été candidate à American Idol. | 25  |        |
| 26 juillet  | Merce Cunningham            | Danseur et chorégraphe américain. | 90  |        |
| 26 juillet  | Paul Petit                  | Peintre, lithographe et écrivain français. | 89  |        |
| 27 juillet  | George Russell              | Compositeur, musicien et théoricien de jazz américain. | 86  |        |
| 28 juillet  | Peter Tahourdin             | Compositeur australien né en Angleterre | 80  | (en)   |
| 29 juillet  | Dina Babbitt                | Artiste et survivante de la Shoah | 86  |        |
| 30 juillet  | Peter Zadek                 | Metteur en scène de théâtre, traducteur et scénariste allemand. | 83  |        |
| 31 juillet  | Sir Bobby Robson            | Footballeur et sélectionneur anglais de l'équipe anglaise de football.                                                                                                | 76  |        |
| 31 juillet  | Jean-Paul Roussillon        | Comédien français, sociétaire honoraire de la Comédie-Française. | 78  |        |